# Mate Raboteg
Mate Raboteg (Split, Hrvatska 30. ožujka 1948.), državni je tajnik u Ministarstvu obrane Republike Hrvatske, bivši pomoćnik ministra za materijalne resurse u Ministarstvu obrane RH. Aktivno je sudjelovao u Domovinskome ratu u 4. gardijskoj brigadi "Pauci"

## Obrazovanje
Mate Raboteg 2000. godine završio poslijediplomski tečaj za upravljanje obrambenih resursa u SAD-u, namijenjen za više vojne i civilne dužnosnike iz obrambenih organizacija stranih zemalja. Od 1976. do 1990. završio niz specijalističkih obuka u SAD-u, Ujedinjenom Kraljestvu, Njemačkoj i Švedskoj kao inženjer elektronike zaposlen u Mornaričkom elektronskom zavodu u Splitu. 1972. godine diplomirao je elektroniku na Elektrotehničkom fakultetu u Splitu, Sveučilišta u Zagrebu. Osnovnu i srednju školu završio u Splitu.

## Odlikovanja
- Spomenica Domovinskog rata (1991. 1992.)
- Medalja Oluja
- medalje 4. gardijske brigade Pauci odličja hrvatskog trolista, te brojnih nagrada i pohvala ministra obrane RH, načelnika Glavnog stožera OS RH i podređenih zapovjednika.